# 댕댕이나무
댕댕이나무는 중국의 만주 지방과 일본, 몽골 등지에서 볼 수 있는 인동과의 나무이다. 대한민국에서는 강원도와 함경도, 그리고 한라산 능선에서 볼 수 있다. 하니베리 또는 하스카프로도 잘 알려져 있는데 댕댕이라는 단어는 속이 꽉 차있고 팽팽하다는 뜻인 순우리말 '댕댕하다'에서 유래되었고 열매가 꽉 차있는 모양이라 댕댕이라 부르게 되었다.
이 식물이나 그 열매를 칭하기도 하는 하스카프(haskap)라는 단어는 일본 홋카이도의 원주민 아이누족의 언어에서 따온 이름이다.

## 특징
낙엽수이며 높이는 최대 1 m까지 자라는 작은키 나무이다. 잎은 탁엽(托葉)이 날개처럼 줄기를 감싸고 있으며 잎이 마주나고 원 모양이다. 꽃은 6월에 연노란색의 꽃이 핀다. 열매는 8월에 익으며 하니베리라고 부른다. 인동덩굴과 같은 속이며 정원수나 공원수로 사용하고 열매인 하니베리는 건강에 좋아 술로 만든다고 한다.
이 식물은 겨울철에 강하고 -47 °C (-53 °F)이하의 온도를 견딜 수 있다. 꽃은 서리에 강하다. 과일은 일찍 익고 비타민 C가 풍부하다.